# Davide Lazzaretti
David Lazzaretti o Davide Lazzaretti (Arcidosso, 6 novembre 1834 – Bagnore, 18 agosto 1878) è stato un predicatore italiano.
Operò nella Toscana di fine XIX secolo, particolarmente nella zona del Monte Amiata. Per il suo visionarismo e per la sua tragica fine, è stato chiamato il Cristo dell'Amiata (o profeta dell'Amiata). Al suo nome è legato quello del cosiddetto Giurisdavidismo (o Chiesa Giurisdavidica).

## Biografia
Nacque ad Arcidosso, sul Monte Amiata, nella povera famiglia contadina di Giuseppe e di Faustina Biagioli. Dal 1873 egli stesso mutò il proprio cognome da Lazzeretti in Lazzaretti, in riferimento non solo al personaggio evangelico, ma anche a quello del romanzo di Giuseppe Rovani Manfredo Pallavicino, un Lazzaro Pallavicino preteso discendente dei re taumaturghi di Francia.
Ben presto racconta di sogni e visioni, che si alternavano ad una vita dissoluta. Visioni che al momento non modificarono una vita di ordinaria povertà e da giovane scapestrato, che conduceva come barrocciaio, trasportando terra di Siena da Arcidosso a Grosseto e Siena e anche fino a Roma. Si sposò nel 1856 e ebbe cinque figli, nel 1859 si arruolò nella cavalleria piemontese, prendendo parte nel 1860 alla battaglia di Castelfidardo contro le truppe pontificie.

### Le visioni e la fondazione della Chiesa giurisdavidica

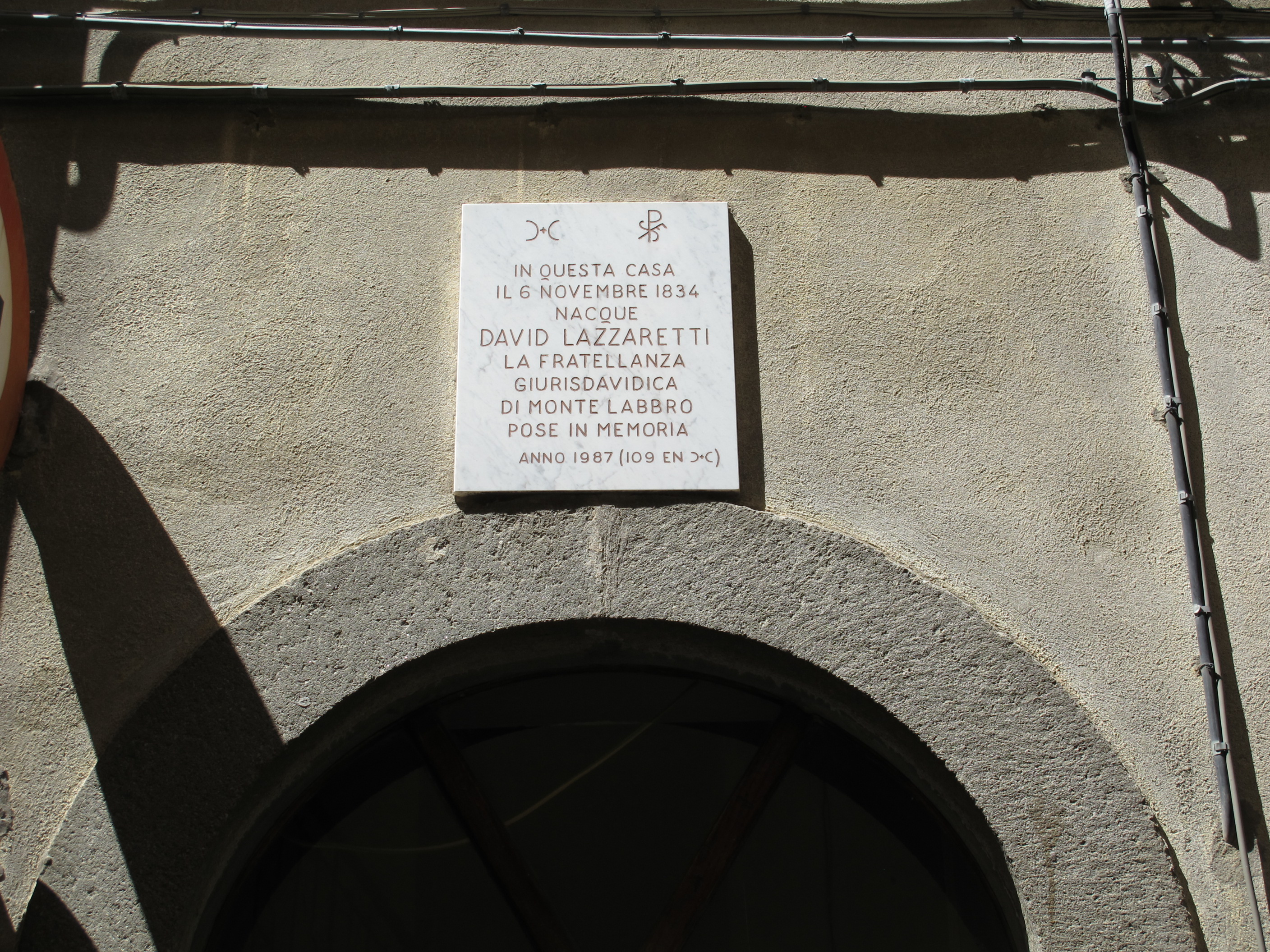
Targa sulla casa di Lazzaretti ad Arcidosso

Egli racconta che da visioni avute verso il 1868, ebbe l'annuncio di una grande missione da compiere, che egli avrebbe dovuto esporre al papa, per poi condurre una vita di eremitaggio e di predicazione. La sua missione presso Pio IX, nel 1869, un anno prima della presa di Porta Pia e della fine del potere temporale, non ebbe alcun successo, ma egli si ritirò egualmente nell'eremo quattrocentesco, abbandonato, di Sant'Angelo, presso Montorio Romano. Qui maturò la mistica imposizione simbolica che distinse successivamente il suo credo e il suo operato: il segno di due lettere C, di cui la prima rovesciata, e di una croce, emblema rappresentativo di una futura chiesa cristiana.
Tornato ad Arcidosso e raccolti fra la popolazione di quelle montagne numerosi seguaci, in breve tempo (dal 1870 al 1872), con il consenso delle autorità ecclesiastiche, che vedevano in lui «lo strumento per una resistenza culturale, popolare, al nuovo Stato italiano»., fondò tre istituti religiosi, i cui edifici di riferimento furono costruiti sulle pendici del monte Labbro (sulla cui cima sorse una nuova chiesa): la Santa Lega aveva finalità assistenziali, la Società delle famiglie cristiane prevedeva che i suoi aderenti lavorassero e mettessero in comune i loro beni secondo lo spirito originario delle chiese cristiane, mentre il Pio Istituto degli eremiti penitenzieri e penitenti era un'organizzazione strettamente religiosa, impregnata dello spirito millenaristico e messianico proprio della tradizione gioachimita, che attendeva l'avvento di un prossimo regno dello Spirito Santo.
Predicò nei piccoli borghi di Zancona e delle Macchie e poi fece proseliti in tutta la Toscana e persino in Francia, dove si recò nel 1873: il suo pensiero si collegava infatti ad un filone rivelazionista e messianico tipicamente francese, che auspicava la restaurazione della monarchia capetingia. Si proclamava "Re dei re" e Unto del Signore, mettendo in atto un carisma di grande rilievo. Dal suo eremo sull'isola di Montecristo, dove si ritirava più volte, un giorno ritornò ad Arcidosso con una bandiera rossa sulla quale era scritto La Repubblica è il Regno di Dio. Il suo visionarismo socialista si assumeva quindi il compito di guidare l'umanità verso l'era dello Spirito Santo, improntata alla legge di Diritto dopo che si erano concluse l'era del Padre, caratterizzata dalla legge di Giustizia da quando Mosè aveva ricevuto i comandamenti, e l'era del Figlio, ovvero Gesù e l'era della legge di Grazia.
La sua comunità, chiamata Giurisdavidica, ossia del diritto di Davide, sembrò assumere i caratteri di un socialismo mistico e utopistico: egli prese le difese della Comune di Parigi e raccolse consensi anche da figure che, nella Chiesa, avevano posizioni sociali favorevoli ai ceti più deboli e diseredati, come San Giovanni Bosco, che lo ospitò e lo sostenne. In realtà il Lazzaretti, ospitato all'Oratorio, fu a colloquio con don Bosco di ritorno da Roma; quest'ultimo avrebbe confidato poi al conte di Stappul di non trovare in lui "nulla, proprio nulla di straordinario..." (Memorie Biografiche, X, 1144). Ma la valutazione più compiuta e attendibile, perché pubblica, che Don Bosco fece su David Lazzaretti è emersa da una lettera facente parte dell'Epistolario di Giovanni Bosco: < Abbiamo inteso qualche sinistra voce sul conto del signor David Lazzaretti- scriveva Don Bosco da Torino il 28 dicembre 1873- che cioè sia stato incarcerato. Se mai potesse giovare la mia parola in suo vantaggio io sono disposto a pronunziarla ben di cuore, giacché avendo il piacere di conoscerlo nella scorsa primavera, anzi avendogli io dato ospitalità in questa mia casa per alcune settimane, riconobbi una persona veramente dabbene, desiderosa di fare del bene al prossimo, noncurante dei propri interessi, purché possa giovare agli altri. Se avrà occasione di rivederlo lo riverisca per parte mia, lo conforti con sentimenti religiosi che la sua carità saprà ispirarle, e se posso in qualche modo giovare conti pure sul suo obbligatissimo servitore, Sacerdote Gio. Bosco > (Roberto Beretta: Avvenire, 14 gennaio 2004). Questo attestato di calorosa stima fu successivamente prodotto in giudizio dalla sua difesa in uno dei processi che David ebbe a subire nella sua contrastata esistenza.

### La repressione

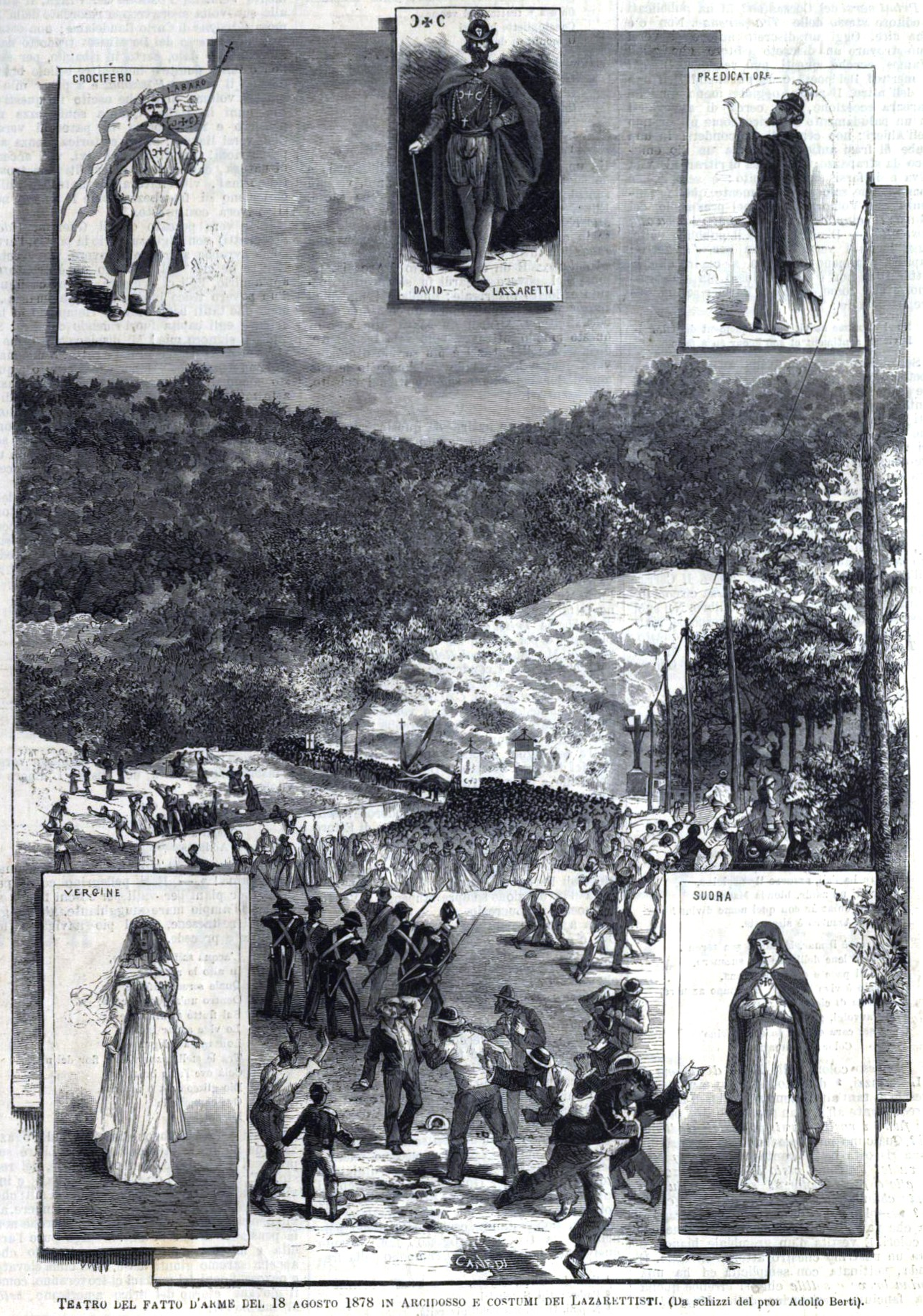
Teatro del fatto d’arme del 18 agosto 1878 in Arcidosso e costumi dei Lazarettisti.

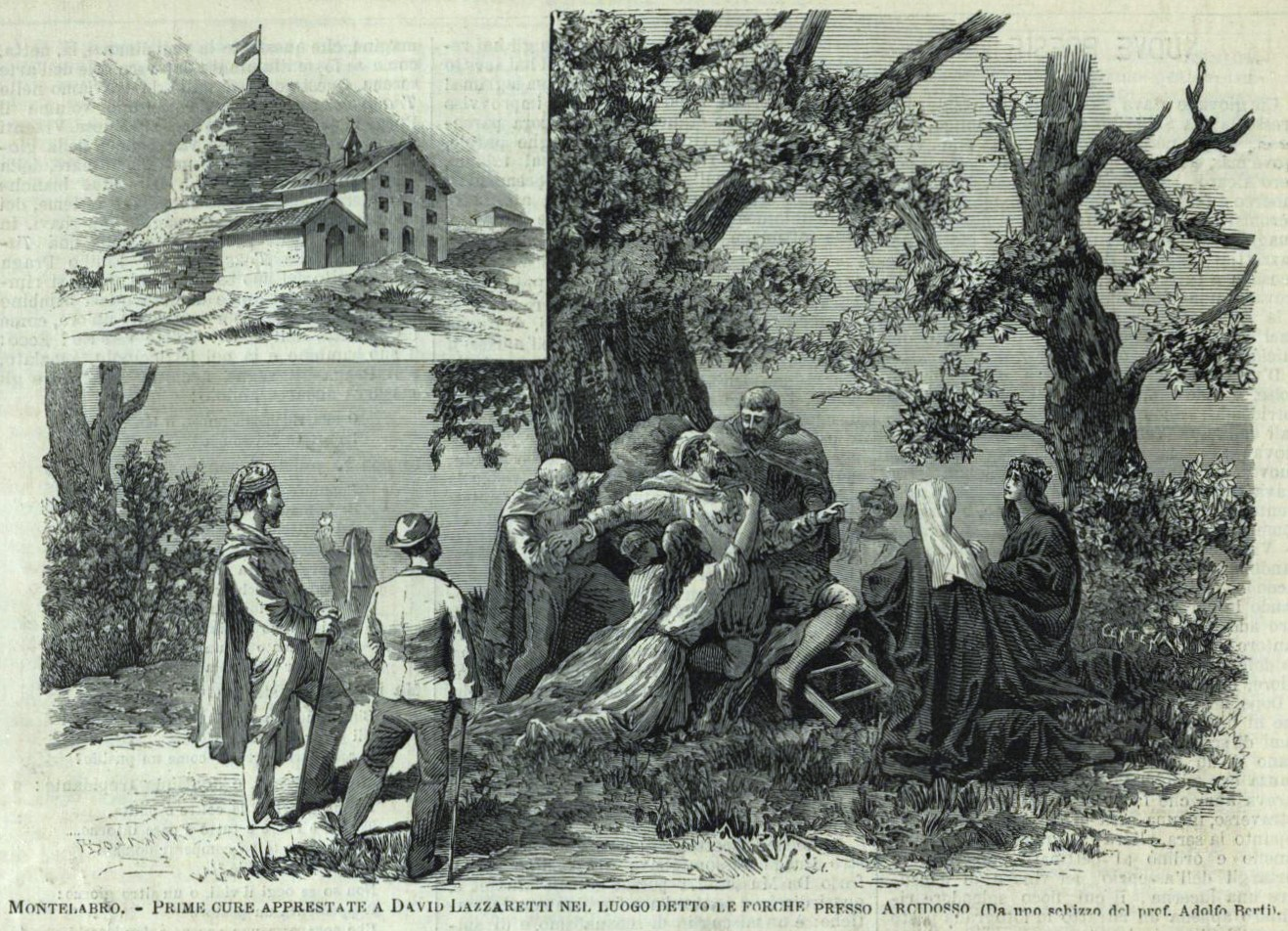
Monte Labbro. Prime cure apprestate a David Lazzaretti nel luogo detto le Forche presso Arcidosso.

L'attività di Lazzaretti e della sua comunità mise in allarme sia la Chiesa cattolica che lo Stato italiano: nel marzo 1878 la Chiesa cattolica, per mano del Sant'Uffizio, lo condannò come eretico, lo scomunicò e mise all'Indice i suoi scritti; ma egli proseguì la sua attività e si proclamò "Cristo Duce e Giudice", affermando di essere venuto a completare la rivelazione cristiana, in una forma di autoesaltazione non insolita nei predicatori inclini ad esigenze mistiche e ad attese religiose.
Proclamandosi Re dei Re e Principe dei Principi, affermò di discendere da Davide e da Costantino, e di possedere quale fonte del suo potere la verga di Mosè, snodabile in cinque pezzi (per lui e i quattro evangelisti) e l'anello piscatorio, e che il papa non doveva più dimorare a Roma. Quando Leone XIII gli fece sequestrare la verga, fatto confermato dal Procuratore di Siena, affermò di volersi recare a Roma per riprenderla.
La mattina del 18 agosto 1878, pochi mesi dopo la morte di Pio IX e l'ascesa al papato di Leone XIII, egli guidò una processione che dal Monte Labbro, ribattezzato monte Labaro, scese verso Arcidosso. 
Ad attenderli vi era però una pattuglia di carabinieri e un militare sulla cui presenza si nutrono tuttora perplessità mai chiarite (Carlo Fruttero, Massimo Gramellini, La patria bene o male, Mondadori, Milano, 2010, p.43). Fu proprio questo militare, un certo Pellegrini, che colpì a morte David. Altri spari furono diretti sulla processione inerme, facendo tre morti e circa quaranta feriti.
Morente, fu trasportato prima in località Croce di Cansacchi, fuori dal paese, dove i suoi seguaci lo fecero visitare da un medico, dovuto venire da Santa Fiora, poiché i medici di Arcidosso non vollero visitarlo; fu poi trasportato alle Bagnore, un villaggio nei pressi di Santa Fiora, dove morì.
Il suo cadavere fu sepolto a Santa Fiora in terra sconsacrata, ma venne poco dopo prelevato dall'antropologo Cesare Lombroso, il fondatore dell'antropologia criminale, che aveva ottenuto le sue spoglie per i propri studi, volti a ricercare nel Lazzaretti l'origine organica di una follia criminale. Ciò che rimane di quel corteo variopinto (bandiere, labari, gonfaloni, vesti, tuniche) che Lazzaretti predispose per un ingresso in Arcidosso, fu, unitamente ad altri reperti, conservato per circa un secolo nel lascito che Cesare Lombroso aveva destinato al Museo di antropologia criminale di Torino, e trasferito, successivamente, almeno in parte, nel Centro studi David Lazzaretti di Arcidosso.
Il 24 ottobre del 1879 si tenne a Siena il processo contro ventitré seguaci di Lazzaretti arrestati dopo l'eccidio e imputati di «attentato contro la sicurezza interna dello Stato, per aver commessi atti esecutivi diretti a rovesciare il Governo e a mutarne la forma, nonché a muovere la guerra civile e a portare la devastazione e il saccheggio in un Comune dello Stato», ma furono tutti assolti.
Dopo la morte di Lazzaretti, i suoi adepti si dispersero in gran parte, ma alcuni continuarono a perpetuare la predicazione e l'utopia socialista e religiosa del fondatore. Ne restano alcune decine nella zona del Monte Amiata e in Maremma, dove sussistono ancora i resti di alcune costruzioni della primitiva comunità giurisdavidica tra le frazioni delle Macchie, dove aveva fatto costruire due scuole, e della Zancona, dove è conservato l'archivio dei seguaci. L'ultimo sacerdote giurisdavidico, Turpino Chiappini, è deceduto nel 2002.

## Opere
- Il risveglio dei popoli: preghiere, profezie, sentenze, 1870
- Sogni e visioni, 1871
- Avviso profetico alle nazioni e ai monarchi d'Europa, 1871
- Le livre des fleurs célestes, 1876
- Manifeste de David Lazzaretti aux peuples et aux princes chrétiens, 1876
- La mia lotta con Dio ossia Il libro dei Sette Sigilli, 1877
- Rivelazioni, postumo, 1881
- Ultimi scritti: i 29 editti, postumo, 1921

## Letteratura ispirata a Lazzaretti
Vi è una vasta letteratura sui fatti avvenuti sull'Amiata e sul Lazzaretti, da alcuni detto «il Santo», da altri raffigurato approssimativamente come un visionario socialista ante-litteram, da altri ancora, come il Lombroso, come un «monomaniaco». La sua figura si situa in un momento storico assai delicato, in cui Stato e Chiesa si sono trovati alleati in una repressione che portò al suo sacrificio, configurato come una sorta di tentativo sociale di sollevazione pacifica e mistica dei ceti popolari, oppressi da tasse e da condizionamenti sociali in molti casi inaccettabili e che la religione cattolica non volle o non riuscì a controllare e guidare.
Molti critici, filosofi e letterati dell'epoca e, ancor più successivamente, hanno analizzato il movimento di David Lazzaretti. Fra questi storici delle religioni come Rasmussen, Donini, Moscato; letterati come Guy de Maupassant, Lazzareschi, Imberciadori, Arrigo Petacco, Gadda-Conti; filosofi e politici come Giacomo Barzellotti, Eric Hobsbawm, Antonio Gramsci, Ernesto Balducci. Questi illustri contributi di studio e di ricerca portano oggi a valutare l'avventura mistica del "profeta dell'Amiata" alla stregua di una protesta sociale genuina, nata in una situazione economica di alta depressione come quella presente nelle campagne toscane dopo l'unificazione, che ha cercato il possibile riscatto in un viatico religioso e millenaristico che David Lazzaretti ha impersonato con un carisma non comune. Certe iniziative sorte nell'ambito della comunità creata da David Lazzaretti sono state spesso ricordate come innovative e largamente progressiste: specie gli storici hanno evidenziato l'organizzazione sociale istituita dal Lazzaretti, i terreni e altre proprietà messe in comune, il voto esteso alle donne quando il suffragio universale era in Italia ancora sconosciuto, la divisione dei prodotti della terra, l'obbligo scolastico. Utile a tal fine la consultazione dell'opera Davide Lazzaretti e il Monte Amiata, Protesta sociale e rinnovamento religioso, Atti del Convegno di Siena ed Arcidosso del 1979, a cura di Carlo Pazzagli, Firenze, Nuova Guaraldi Editrice, 1981 
Nel tentativo di screditare l'opera e le idee di David Lazzaretti, la cultura dominante del primo novecento fece ricorso a piene mani alle teorie di Cesare Lombroso, lo psichiatra fondatore della antropologia criminale che ipotizzava per l'uomo delinquente o paranoico, l'esistenza di anomalie fisiche e/o dimensioni del cranio fuori della norma. Infatti Lombroso, senza conoscere il Lazzaretti ma avendone potuto misurare il cranio post-mortem, sentenziò per David Lazzaretti una “follia” o meglio una “paranoia mistica” con caratteri di pericolosità sociale. A questa conclusione si attennero altri psichiatri italiani, quali Andrea Verga ed Eugenio Tanzi, i quali studiarono con impegno la vita e gli aspetti psicopatologici di David Lazzaretti. Ma l'impianto ideologico e dottrinario in cui si muovevano gli studi di Lombroso e di altri suoi contemporanei era quello positivista in cui la “normalità” era eretta a codice incontestabile, per cui chi deviava non poteva sfuggire alla facile attribuzione di alienato mentale. I successivi studi clinici e medici del settore della psichiatria hanno del tutto abbandonato le tesi lombrosiane e positiviste, oggi bollate addirittura di irresponsabilità e prive di alcuna validità scientifica. L'unico riferimento clinico sulle condizioni mentali di David Lazzaretti, storicamente documentabile, è contenuto in una perizia medico-legale compiuta direttamente sul soggetto, disposta dal Tribunale di Rieti nel 1874, in cui i due medici incaricati affermarono lo stato di sanità e il pieno possesso delle facoltà mentali del Lazzaretti. Che poi il Lazzaretti abbia evidenziato disturbi comportamentali nel fervore della sua predicazione fino ad arrivare a varie forme di provocazione sociale verso le istituzioni statali e le gerarchie clericali è verosimile, ed è tuttora materia di ricerca e di studi per comprendere la genesi di un movimento che interessò all'epoca migliaia di persone con obbiettivi sociali e mistici di grande rilevanza.
La vicenda di David Lazzaretti è stata studiata anche nella letteratura medico-psichiatrica, con attenzione alle dinamiche, che si sviluppano tra il leader carismatico e gli adepti. La genesi di movimenti come quello del Lazzaretti ha originato interrogativi e conseguenti studi sui soggetti che hanno maturato nella storia requisiti mistici e sociali, tali da affascinare intere masse umane.

## Lazzaretti nella cultura di massa
La figura di David Lazzaretti è stata oggetto di testi e articoli in quotidiani e riviste anche estere, trasmissioni televisive, documentari, rappresentazioni teatrali (teatro povero di Monticchiello), cantiche folkloristiche, storie in ottava rima e altre forme di rievocazioni spettacolari e di studio.
Nella lirica Notizie dall'Amiata del 1939 Eugenio Montale sottintese un velato e suggestivo interesse verso il movimento di David Lazzaretti, i cui luoghi furono per il poeta lo scenario per un'implorazione alla donna amata, come lo stesso Montale ricordava in una sua lettera del 22 maggio 1964
Nel 1978, lo scrittore e storico Arrigo Petacco gli dedicò il libro Il Cristo dell'Amiata. Storia di David Lazzaretti.
Nella filmografia, conseguente soprattutto a studi e ricerche a carattere universitario, si registrano lavori documentaristici di Marianna Febbi, per la regia di Nicola Ragone, e di Michele Nanni. Altri contributi vengono con una certa continuità dalle università italiane, ma anche straniere. 
Nel 2015 l'artista Simone Cristicchi ha portato in teatro una pièce incentrata sulla "straordinaria vicenda di Davide Lazzaretti", intitolata Il secondo figlio di Dio, scritta dallo stesso Cristicchi e da Manfredi Rutelli.

### Musica
- Nel 1976 il Canzoniere Internazionale guidato da Leoncarlo Settimelli gli ha dedicato uno spettacolo teatrale e un intero disco a 33 giri (Vita profezie e morte di Davide Lazzaretti detto il nuovo Messia) pubblicato dalla Cetra e mai ristampato.
- A Lazzaretti è dedicata la canzone dei Gang Fuori dal controllo dall'omonimo album (Wea, 1997).
- Nel 2004 il jazzista Jimmy Villotti ha dedicato al profeta dell'Amiata un testo letterario, In memoria di David Lazzaretti, a cui ha unito una composizione musicale.
- Sulla copertina dell'album I mistici dell'Occidente (2010) dei Baustelle è possibile vedere un suo ritratto.
- CD Visioni in musica sugli scritti di David Lazzaretti, Mirco Mariottini, Caligola Records 2219, 2015. Composizioni di Mirco Mariottini, testi di David Lazzaretti, Toni Carli e Giulia Galliani. Giulia Galliani, voce, Sara Ceccarelli, flauto, Gaetano Schipani, oboe, Evita Balducci, clarinetto, Piero Bronzi e Francesco Vichi, sax, Katia Moling, vola, Andrea Beninati, violoncello, Andrea Mucciarelli, chitarra, Mauro La Torraca, pianoforte, Giovanni Miatto, basso el., Paolo Corsi, batteria. Marco Baliani, voce narrante, Giovanni Falzone, tromba, effetti elettronici.